# Antoine Cuissard
Antoine Cuissard (Saint-Étienne, Francia, 19 de julio de 1924-3 de noviembre de 1997) fue un mediocampista y entrenador de fútbol francés.

## Equipos

### Como jugador
| Equipo                         | País    | Años      | PJ  | Goles |
| ------------------------------ | ------- | --------- | --- | ----- |
| AS Saint-Étienne               | Francia | 1944-1946 | ?   | 19    |
| FC Lorient                     | Francia | 1946-1947 | ?   | ?     |
| AS Saint-Étienne               | Francia | 1947-1952 | ?   | 37    |
| AS Cannes                      | Francia | 1952–1953 | 8   | 2     |
| OGC Niza                       | Francia | 1953–1955 | 92  | 16    |
| Stade Rennais F.C.             | Francia | 1955–1959 | 130 | 55    |
| Selección de fútbol de Francia | Francia | 1946–1954 | 27  | 1     |

### Como entrenador
| Equipo             | País    | Años      |
| ------------------ | ------- | --------- |
| Stade Rennais F.C. | Francia | 1961-1964 |
| FC Lorient         | Francia | 1967–1969 |
| AC Ajaccio         | Francia | 1971–1972 |
| FC Vevey-Sports 05 | Suiza   | 1972–1974 |
| Stade Rennais F.C. | Francia | 1975–1976 |

## Palmarés
| Título          | Club     | Año  |
| --------------- | -------- | ---- |
| Copa de Francia | OGC Niza | 1954 |